# Ivan Matičević
Ivan Matičević, hrvatski politički emigrant i gerilac.
Bio je članom Hrvatskog revolucionarnog bratstva.
Zajedno s Matom Prpićem činio je hrvatski protu-režimski gerilski dvojac Matičević - Prpić koji je slijedio primjer Bugojanske skupine. Djelovali su nekoliko godina. Nakon jedne akcije, kad su išli likvidirati UDBA-inog oficira, oba su poginula 29. listopada 1974. kod Gospića.